# Rodrigo (ur. październik 1980)
Rodrigo Lacerda Ramos (ur. 6 października 1980) – brazylijski piłkarz występujący na pozycji pomocnika.

## Kariera klubowa
Od 1998 roku występował w klubach SE Palmeiras, AEK Ateny, Atlético Mineiro, AC Ajaccio, RC Strasbourg, Júbilo Iwata, FC Sion, Lausanne Sports i Criciúma.